# Viktor Szilágyi
Viktor Szilágyi (født 16. september 1978 i Budapest) er en østrigsk håndboldspiller af ungarsk afstamning. Han spiller nu i Bergischer HC i 2. Bundesliga. Han spiller primært playmaker eller venstre back.
Szilágyi har haft en lang karriere i en række tyske topklubber, heriblandt fem sæsoner i TUSEM Essen, fire i THW Kiel, to i VfL Gummersbach og to i SG Flensburg-Handewitt. Desuden har han spillet 166 landskampe for Østrig.